# Panicum pilgerianum
Panicum pilgerianum är en gräsart som först beskrevs av Herold Georg Wilhelm Johannes Schweickerdt, och fick sitt nu gällande namn av Clayton. Panicum pilgerianum ingår i släktet vipphirser, och familjen gräs. IUCN kategoriserar arten globalt som livskraftig. Inga underarter finns listade i Catalogue of Life.